# Powiat Ratyzbona
Powiat Ratyzbona (niem. Landkreis Regensburg) – powiat w Niemczech, w kraju związkowym Bawaria, w rejencji Górny Palatynat, w regionie Ratyzbona.
Siedzibą powiatu Ratyzbona jest miasto na prawach powiatu Ratyzbona, które nie jest jego członkiem.

## Podział administracyjny
W skład powiatu Ratyzbona wchodzą:
- trzy gminy miejskie (Stadt)
- osiem gmin targowych (Markt)
- 30 gmin wiejskich (Gemeinde)
- siedem wspólnot administracyjnych (Verwaltungsgemeinschaft)
- dwa obszary wolne administracyjnie (gemeindefreies Gebiet)

Miasta:
| Lp. | Nazwa miasta       | Ludność (31.12.2011) | Powierzchnia km² |
| --- | ------------------ | -------------------- | ---------------- |
| 1   | Hemau              | 8503                 | 122,46           |
| 2   | Neutraubling       | 12747                | 12,00            |
| 3   | Wörth an der Donau | 4446                 | 52,34            |

Gminy targowe:
| Lp. | Nazwa gminy targowej | Ludność (31.12.2011) | Powierzchnia km² |
| --- | -------------------- | -------------------- | ---------------- |
| 1   | Beratzhausen         | 5442                 | 72,54            |
| 2   | Donaustauf           | 3818                 | 9,72             |
| 3   | Kallmünz             | 2799                 | 43,19            |
| 4   | Laaber               | 5150                 | 28,96            |
| 5   | Lappersdorf          | 12970                | 31,66            |
| 6   | Nittendorf           | 8842                 | 33,01            |
| 7   | Regenstauf           | 15176                | 100,00           |
| 8   | Schierling           | 7377                 | 77,62            |

Gminy wiejskie:
| Lp. | Nazwa gminy       | Ludność (31.12.2011) | Powierzchnia km² |
| --- | ----------------- | -------------------- | ---------------- |
| 1   | Alteglofsheim     | 3181                 | 13,23            |
| 2   | Altenthann        | 1553                 | 21,27            |
| 3   | Aufhausen         | 1748                 | 27,32            |
| 4   | Bach an der Donau | 1826                 | 14,82            |
| 5   | Barbing           | 5090                 | 30,51            |
| 6   | Bernhardswald     | 5.462                | 71,92            |
| 7   | Brennberg         | 1919                 | 30,77            |
| 8   | Brunn             | 1402                 | 17,95            |
| 9   | Deuerling         | 2038                 | 7,13             |
| 10  | Duggendorf        | 1573                 | 22,12            |
| 11  | Hagelstadt        | 1989                 | 20,75            |
| 12  | Holzheim am Forst | 981                  | 15,63            |
| 13  | Köfering          | 2357                 | 5,28             |
| 14  | Mintraching       | 4730                 | 53,87            |
| 15  | Mötzing           | 1692                 | 36,18            |
| 16  | Obertraubling     | 7680                 | 24,82            |
| 17  | Pentling          | 5710                 | 32,64            |
| 18  | Pettendorf        | 3220                 | 24,59            |
| 19  | Pfakofen          | 1569                 | 15,29            |
| 20  | Pfatter           | 3048                 | 48,14            |
| 21  | Pielenhofen       | 1419                 | 13,25            |
| 22  | Riekofen          | 767                  | 24,00            |
| 23  | Sünching          | 1967                 | 19,41            |
| 24  | Tegernheim        | 1967                 | 11,43            |
| 25  | Tegernheim        | 4.934                | 11,43            |
| 26  | Thalmassing       | 3258                 | 37,11            |
| 27  | Wenzenbach        | 8243                 | 29,85            |
| 28  | Wiesent           | 2482                 | 26,81            |
| 29  | Wolfsegg          | 1458                 | 7,46             |
| 30  | Zeitlarn          | 5854                 | 16,11            |

Wspólnoty administracyjne:
| Lp. | Nazwa wspólnoty administracyjnej | Ludność (31.12.2011) | Powierzchnia km² | Liczba gmin |
| --- | -------------------------------- | -------------------- | ---------------- | ----------- |
| 1   | Alteglofsheim                    | 4750                 | 48,72            | 2           |
| 2   | Donaustauf                       | 7.197                | 45,80            | 3           |
| 3   | Kallmünz                         | 5353                 | 80,85            | 3           |
| 4   | Laaber                           | 8590                 | 54,04            | 3           |
| 5   | Pielenhofen-Wolfsegg             | 2877                 | 20,71            | 2           |
| 6   | Sünching                         | 6174                 | 106,92           | 4           |
| 7   | Wörth an der Donau               | 6359                 | 83,13            | 2           |

Obszary wolne administracyjnie:
| Lp. | Nazwa obszaru     | Ludność (31.12.2011) | Powierzchnia km² |
| --- | ----------------- | -------------------- | ---------------- |
| 1   | Forstmühler Forst | niezamieszkany       | 24,56            |
| 2   | Kreuther Forst    | niezamieszkany       | 7,76             |

## Zmiany administracyjne
- 1 stycznia 2014
  - rozwiązanie obszaru wolnego administracyjnie Pielenhofer Wald rechts der Naab i przyłączenie jego terenów do gmin Brunn, Duggendorf, Laaber oraz Nittendorf
- 1 lipca 2014
  - przyłączenie 4,6 km² z obszaru wolnego administracyjnie Forstmühler Forst do gminy Wiesent